# Liste von Zeitungen und Zeitschriften in Osttimor

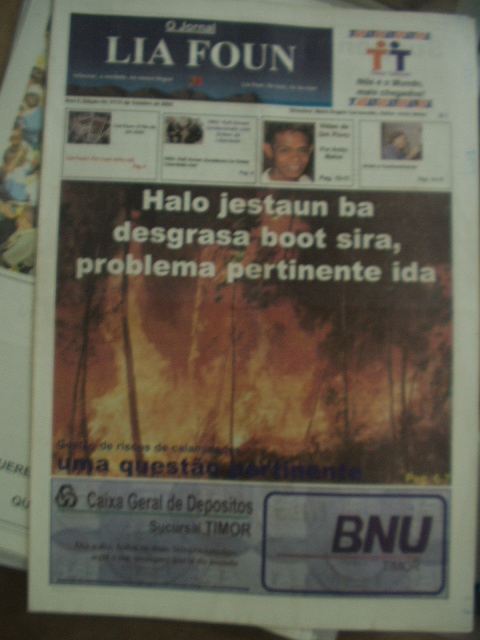
Lia Foun

Die Liste führt Zeitungen und Zeitschriften auf, die in Osttimor produziert und herausgegeben werden.

## Zeitungen
- A Voz de Timor (erste Zeitung Osttimors, eingestellt)
- Diário Tempo (port.)
- East Timor Sun
- Jornal Independente
- Jornal Nacional-Diário, kurz Diário Nacional (port., tetum, indon.), Teil der Grupo de Média Nacional (GMN)
- Jornal Nacional-Semanário, kurz Semanário (port., tetum, indon.), Teil der Grupo de Média Nacional
- Lia Foun (tetum)
- Lifau Post[1]
- Seara, Magazin des Bistums Dili. 1973 eingestellt, seit 1994 wieder veröffentlicht
- Suara Timor Lorosa’e (engl., port., tetum, indon.)
- Tempo Semanal (tetum, engl.)
- Timor Post (tetum, indon.)

## Zeitschriften
- Lafaek, Bildungszeitschrift in Tetum in vier verschiedenen Ausgaben:[2]
  - Lafaek Ki′ik, für Kinder der ersten und zweiten Klasse
  - Lafaek Prima, für Kinder der dritten und vierten Klasse
  - Lafaek Ba Manorin Sira, mit Lehrmaterial für Betreuer von Vorschulen
  - Lafaek Ba Kommunidade, mit Informationen für Erwachsene, zum Beispiel zu Sozialthemen und Landwirtschaft